# Basilisc de cap vermell
El basilisc de cap vermell o basilisc amb casc (Basiliscus galeritus) és una espècie de sauròpsid (rèptil) escatós de la família dels coritofànids que habita en el curs inferior dels rius de la part occidental de l'Equador i la Colòmbia meridional. A Equador és freqüent en els rius Santiago i Cayapas.
En alguns llocs se l'anomena piande i es temia el seu esperit malèfic. Mesuren fins a 40 cm, dels quals la meitat pertanyen a la cua. Ovípar, posen de 6 a 15 ous.